# مجلس شيوخ ولاية بنسلفانيا
مجلس شيوخ ولاية بنسيلفانيا (بالإنجليزية: Pennsylvania State Senate) هو مجلس شيوخ ولاية بنسيلفانيا الأمريكية، وهو المجلس الأعلى في الجمعية العامة للولاية.

## طالع أيضًا
- Pennsylvania General Assembly [الإنجليزية]‏